# Ashley Nick
Ashley Nick (* 27. Oktober 1987 in Monrovia, Kalifornien) ist eine US-amerikanische Fußballspielerin.

## Karriere
Nick besuchte von 2001 bis 2004 die Arcadia High School. Nach vier Jahren an der Arcadia High schrieb sie sich im Herbst 2005 an der University of Southern California ein.

### Verein
Nick startete ihre Karriere beim Santa Anita Soccer Club in Arcadia, Kalifornien. Im Anschluss folgten Stationen bei Mission Viejo Soccer Club und dem in Newport Beach beheimateten Verein Slammers FC. In ihrer Zeit bei den Slammers gehörte sie dem Women Soccer Team Apaches, der Arcadia High School an. Nach erfolgreichem High School-Abschluss schloss sie sich dem Women Soccer Team USC Trojans der University of Southern California an.
Nick spielte im Jahr 2009 für die Buffalo Flash in der US-amerikanischen W-League. In den Saisons 2010/11 und 2011/12 lief sie für den Eredivisie-Teilnehmer FC Twente Enschede auf, mit dem sie im Jahr 2011 die Meisterschaft feiern konnte.
Im Sommer 2012 verließ Nick Enschede und schloss sich dem norwegischen Erstligisten Arna-Bjørnar an. In der ersten Jahreshälfte 2013 war Nick Teil des Aufgebots der Pali Blues in der W-League und wechselte im Juli erneut nach Norwegen zu Avaldsnes IL.
Nur einen Monat später, am 1. August 2013, gab der NWSL-Teilnehmer Sky Blue FC die Verpflichtung Nicks für den Rest der Saison 2013 bekannt. Sie debütierte dort zwei Tage später gegen Washington Spirit als Einwechselspielerin. Nach Ende der NWSL-Saison wechselte sie auf Leihbasis bis zum Jahresende zum russischen Erstligisten Zorkiy Krasnogorsk und kehrte danach zum Sky Blue FC zurück. Im September 2014 wechselte Nick wiederum auf Leihbasis bis Dezember 2014 zum zypriotischen Erstligisten und Champions-League-Teilnehmer Apollon Limassol. Zur Saison 2015 schloss sie sich zunächst den Houston Dash an und wechselte im Mai im Tausch für Toni Pressley zu Western New York Flash. Nach einem weiteren Engagement in Limassol zum Jahreswechsel 2015/16 kehrte Nick zur Saison 2016 der NWSL zum Sky Blue FC zurück.

## Erfolge
- 2010/11: Meisterin der Eredivisie mit dem FC Twente Enschede
- 2013: Meisterin der W-League (Pali Blues)

## Persönliches
Nick ist die Cousine des NFL-Spielers Clay Matthews, der ebenso wie sie die University of Southern California besuchte. Ashley Nick's Family Ties Run Deep in the National Football League (Memento vom 17. September 2014 im Webarchiv archive.today) Zudem war ihr Großvater mütterlicherseits, Clay Matthews Sr., ebenfalls erfolgreicher American-Football-Spieler in den 1940er Jahren.